# Standish (Maine)
Standish es un pueblo ubicado en el condado de Cumberland en el estado estadounidense de Maine. En el Censo de 2010 tenía una población de 9.874 habitantes y una densidad poblacional de 47,31 personas por km².

## Geografía
Standish se encuentra ubicado en las coordenadas 43°46′30″N 70°34′56″O / 43.77500, -70.58222. Según la Oficina del Censo de los Estados Unidos, Standish tiene una superficie total de 208.72 km², de la cual 152.89 km² corresponden a tierra firme y (26.75%) 55.83 km² es agua.

## Demografía
Según el censo de 2010, había 9.874 personas residiendo en Standish. La densidad de población era de 47,31 hab./km². De los 9.874 habitantes, Standish estaba compuesto por el 97.31% blancos, el 0.47% eran afroamericanos, el 0.34% eran amerindios, el 0.47% eran asiáticos, el 0.02% eran isleños del Pacífico, el 0.19% eran de otras razas y el 1.21% pertenecían a dos o más razas. Del total de la población el 0.8% eran hispanos o latinos de cualquier raza.